# جوبي-تشان
جوبي-تشان (باليابانية: 十兵衛ちゃん، بالروماجي: Jūbei-chan) هو مسلسل أنمي ياباني تلفزيوني من إنتاج استوديو مادهاوس، ومن تأليف وإخراج أكيتارو دايتشي، عرض في 5 أبريل عام 1999 واستمر عرضه 28 يونيو عام 1999، وتكون من 13 حلقة. عرض الموسم الثاني من الأنمي في 7 يناير عام 2004 واستمر عرضه حتى 31 مارس عام 2004، وتكون 13 حلقة.

## القصة
تدور أحداث القصة عن جيو نانوهانا، هي فتاة في المدرسة الثانوية، وهي وريثة مدرسة ياغيو جوبي لمهارة المبارزة.

## الشخصيات
جيو نانوهانا (باليابانية: 菜ノ花 自由، بالروماجي: Nanohana Jiyū)
مؤدية الصوت: هيروكو كونيشي(الجزء الأول)
يوي هوريه(الجزء الثاني)
ساي نانوهانا (باليابانية: 菜ノ花 彩، بالروماجي: Nanohana Sai)
مؤدي الصوت: كيجي فوجيوارا
كوينوسوكي أوداغو (باليابانية: 小田豪 鯉之介، بالروماجي: Odagō Koinosuke)
مؤدي الصوت: ريوتارو أوكيايو
فريسيا ياغيو (باليابانية: 柳生フリーシャ، بالروماجي: Yagyū Furīsha)
مؤدية الصوت: إرينا ناكاياما
أيونوسوكي أوداغو (باليابانية: 小田豪 鮎之介، بالروماجي: Odagō Ayunosuke)
مؤدية الصوت: أياكا سايتو

## وصلات خارجية
- الموقع الرسمي باللغة اليابانية
- الموقع الرسمي باللغة الإنجليزية

- جوبي-تشان على موقع IMDb (الإنجليزية)
- جوبي-تشان على موقع كينوبويسك (الروسية)
- جوبي-تشان على موقع قاعدة بيانات الفيلم (الإنجليزية)
- جوبي-تشان على موقع ANN anime (الإنجليزية)